# Abus sexuels dans la communauté Amish
Les abus sexuels dans la communauté Amish concernent des affaires d'agressions sexuelles au sein de la communauté Amish. Ces abus sexuels sont rarement divulgués en dehors de la communauté, les Amish préférant les traiter en interne. 

## Historique

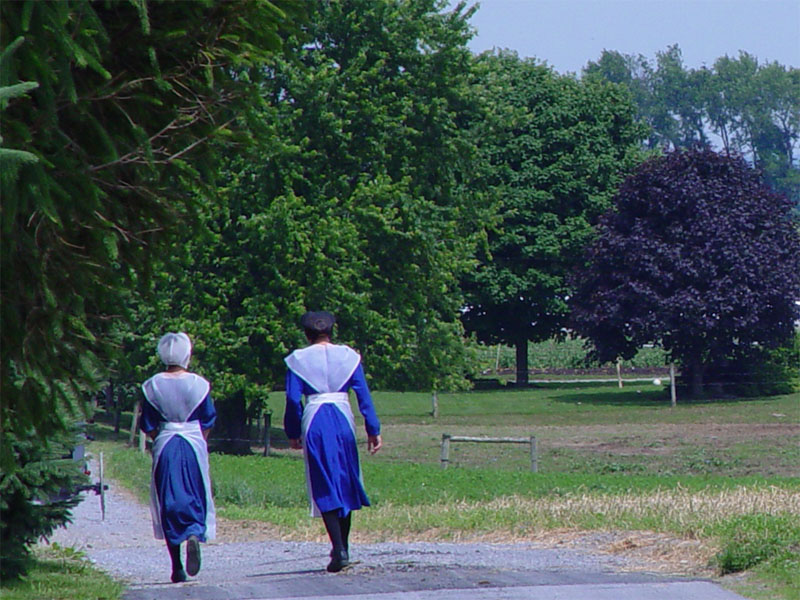
Femmes amish dans le comté de Lancaster, en Pennsylvanie.

En 2020, trois journalistes du Pittsburgh Post-Gazette, Peter Smith, Stephanie Strasburg et Shelly Bradbury, sont finalistes du prix Pulitzer 2020 du reportage local pour des enquêtes en 2019 sur les abus sexuels sur des enfants dans les communautés Amish et mennonites.
La journaliste d'investigation Sarah McClure, du magazine Cosmopolitan, en collaboration avec Type Investigations (en), publie en janvier 2020 une enquête sur des agressions sexuelles dans la communauté des Amish. L'auteure cite 52 cas d'abus sexuels, dont des viols et des incestes, dans sept États des États-Unis depuis le début des années 2020. Cependant Sarah McClure indique que cette liste n'est pas exhaustive. De nombreuses agressions ne sont pas divulguées sur plusieurs générations, les Amish traitant ces agressions au sein de la communauté, .
Sarah McClure explique le peu de poursuites pour abus sexuels, dans les communautés amish, par plusieurs facteurs : un mode de vie patriarcal et isolé où les victimes ont peu de contact avec les forces de police ou des personnes extérieures à la communauté qui pourraient les aider, l'absence d'éducation sexuelle au sein des écoles, une culture de honte et de blâme des victimes, une religion qui favorise le repentir et le pardon au détriment de la punition ou de la réhabilitation. Les dirigeants amish se méfient des lois locales, préférant gérer les différends, sans témoins, à l'intérieur de la communauté. 
Certaines victimes de viol peuvent être exclues de la communauté si elles refusent de pardonner.
En mai 2022, des femmes originaires de communauté amish évoquent les violences sexuelles, exercées à leur encontre,  dans le documentaire Sins of the Amish diffusé par  Peacock, service de streaming vidéo détenu et exploité par NBCUniversal,,.

## Chronologies des affaires
- 2000,  Norman Byler de Birmingham dans l'Ohio est emprisonné pour avoir violé trois jeunes filles de trois, cinq et huit ans. Il reconnait les viols auprès de Moses Miller, évêque de la communauté amish. Celui-ci décide de le bannir[10],[11]. Mary Byler, une des enfants violées par Norman Byler, déclare lors du procès de ce dernier en 2006 avoir aussi été violée par ses propres frères[12].
- 2006, En 2022, Emma Gingerich, une jeune femme Amish ayant quitté sa communauté à 18 ans[13], a donné une interview dans laquelle elle déclare : « Mon grand-père a abusé sexuellement de ses filles. Quand j’ai quitté les Amish, j’ai cherché sur Google le nom de mon grand-père et il y avait des articles écrits à son sujet et c’est ainsi que j’ai découvert ce qu’il avait fait à ses filles. Cela m'a rendu vraiment malade. Je me suis senti mal à l’aise toute ma vie autour de lui — je détestais rendre visite à mes grands-parents et je n’ai jamais su pourquoi jusque-là. »[14] Elle avait déjà écrit un livre en 2014 dans lequel elle relate son enfance et comment elle quitta sa communauté[15].
- 2013, Samuel Mullet est dénoncé par d'anciens membres de sa communauté de comportements inacceptables. Il humilie certains adeptes, il impose des relations sexuelles à des femmes pour qu'elle deviennent « de meilleures épouses ». Accusé notamment d'avoir organisé la coupe de barbe d'Amish, il est condamné à quinze ans de prison pour crime haineux[16],[17].
- 2016, Lee Kaplan, un Amish américain de 51 ans, est arrêté pour le viol d’une adolescente de 14 ans avec qui il a eu deux enfants. Celle-ci lui a été offerte par ses parents, Daniel et Savilla Stolzfus, pour le remercier de les avoir aidé financièrement[18],[19]. En 2017, Lee Kaplan est condamné à 87 ans de prison pour le viol des 6 filles de cette même famille, la plus jeune ayant 6 ans à l'époque des faits[20].
- 2019, 
  - David Stoltzfus Smucker est arrêté en mars 2019 pour avoir agressé ses petites filles âgées 4 ou 5 ans jusqu'à l'âge de 10 ou 11 ans quand les abus ont été révélés en 2018. Il est condamné à la prison pour 38 à 76 ans[21].
  - Wallace J. Schmucker et sa femme Sarah A. Schmucker sont accusés d'avoir agressé sexuellement leurs 6 filles[22].
- 2020  
  - Deux frères amish ont avoué avoir violé, à plusieurs reprises, leur sœur âgée de 12 ans dans le comté de Webster, dans le Missouri. À l'âge de 13 ans, elle donne naissance à un enfant d'un de ses deux frères. Ils sont condamnés à « 100 heures de service communautaire, une amende de 250 dollars et une lettre d'excuses »[23].
  - Levi S. Esh est un évêque amish inculpé pour ne pas avoir signalé aux autorités judiciaires des agressions sexuelles. Celles-ci concernent John G. Beiler, qui lui aurait avoué en 2012 ou 2013 avoir abusé sexuellement de 3 filles[24].
- 2021, Michael A. Kauffman, un Amish de Lititz dans le Comté de Lancaster, est condamné à 5 ans de prison pour avoir agressé sexuellement ses trois filles entre 2011 et 2019. À l'époque des faits lui et sa femme appartenaient au New Order Amish (en), ce qui permit à Michael A. Kauffman d'obtenir le silence de sa famille sur ces agressions[25].

## Dans la culture populaire
En 2022 sort le film An Amish Sin, réalisé par Michael Nankin (en) avec Kellie Martin, Rukiya Bernard (en) et Dylan Ratzlaff. Inspiré d’histoires vraies, le film retrace le parcours d'une adolescente amish qui refuse d’épouser l’homme qui l'a violée pendant son enfance. Victime d'abus sexuels au sein de la communauté mennonite et fondatrice d'une association d'aide aux victimes, Never Stand Alone, Joanna Yoder a participé au film en tant que consultante,.

## À voir

### Documentaire
- Les Amish, la loi de l'omertà